# Tomislav Dančulović
Tomislav Dančulović (Rijeka, 15 de juny de 1980) és un ciclista croat, professional des del 2003 fins al 2012. En el seu palmarès destaquen tres Campionats de Croàcia en ruta.

## Palmarès
- 2004
  -  Campió de Croàcia en ruta
- 2006
  - 1r al Roine-Alps Isera Tour
- 2007
  -  Campió de Croàcia en ruta
  - 1r al Gran Premi Ciutat de Felino
  - 1r a la Gara Ciclistica Montappone
- 2008
  -  Campió de Croàcia en ruta
- 2009
  - 1r al Trofeu Zssdi
- 2011
  - 1r al Gran Premi Raiffeisen